# 保罗·里卡尔赛道
43°15′2″N 5°47′30″E / 43.25056°N 5.79167°E
保罗·里卡尔赛道（法語發音：[siʁkɥi pɔl ʁikaʁ]）是一条位于法国马赛附近勒卡斯泰莱的一条赛道，由法国茴香酒巨头保罗·里卡尔于1969年出资建成。里卡尔想要体验建成一条赛道的挑战。

## 赛道特性
这条赛道最显著的特点是它1.8千米长的米斯特拉尔直道和细长的赛道设计。这条赛道也因为建在高原上非常平坦而不寻常。赛道全长大约5.861千米。1986年赛道被缩短，在米斯特拉尔直道中间增加了一个减速弯角。这条较短的赛道也被称为大奖赛短赛道，长度3.813千米。赛道提供167种可能的布局，从0.826到完整的5.861千米。赛道的海拔为408-411米。它的灵活性和冬季温和的天气使得它被一些包括F1车队在内的一些车队用来测试。
该赛道以其独特的黑蓝相间的缓冲区而闻名，称为“蓝色区域”。缓冲区的表面由沥青和钨的混合物组成，而不是其它赛道中常见的沙砾。第二个更深入的缓冲区被称作“红色区域”，其表面设计更加粗糙，目的是最大限度地提高轮胎的抓地力，从而尽量减少制动距离，尽管这样的代价是轮胎的极度磨损。最后的安全措施是Tecpro护墙，这是轮胎护墙的一种现代化改进。